# 킬러스 키스
《킬러스 키스》(Killer's Kiss)는 미국에서 제작된 스탠리 큐브릭 감독의 1955년 범죄, 드라마, 느와르, 스릴러 영화이다. 프랭크 실베라 등이 주연으로 출연하였고 스탠리 큐브릭 등이 제작에 참여하였다.

## 출연

### 주연
- 프랭크 실베라
- 제이미 스미스

### 조연
- 이렌느 케인
- 제리 자렛
- 펠리스 올랜디
- 랠프 로버츠
- 빌 퍼나로
- 루스 소봇카
- 페기 로빈